# تیوکالینسک
شهر تیوکالینسک (به روسی: Тюкалинск) در کشور روسیه و در اوبلاست امسک واقع شده‌است.